# Cabaret de nuit
Pour plus de détails, voir Fiche technique et Distribution.
Cabaret de nuit (Woodland Café) est un court métrage d'animation américain de la série des Silly Symphonies réalisé par les studios Disney, pour United Artists et sorti le 13 mars 1937.

## Synopsis
Dans un monde d'insectes, le lieu de danse à la mode est un bar, le Woodland Café. Les insectes peuvent y écouter un groupe de jazz endiablé et assister le spectacle de la mise en scène sur la mouche femelle et l'araignée.

## Fiche technique
- Titre original : Woodland Café
- Série : Silly Symphonies
- Réalisateur : Wilfred Jackson assisté de Graham Heid[1]
- Scénario[1] : Isadore Klein (auteur) et Bianca Majolie
- Animateurs[1] : Cy Young, Johnny Cannon, Izzy Klein, Bob Stokes, Dick Lundy, Paul Allen, Charles Byrne, Jack Hannah, Ward Kimball
- Layout : Terrell Stapp, John Walbridge
- Producteur : Walt Disney
- Production : Walt Disney Productions
- Distributeur : RKO Radio Pictures
- Date de sortie : 13 mars 1937[2]
- Autres Dates[1]:
  - Annoncée : 13 mars 1937
  - Dépôt de copyright : 3 mars 1937
  - Première mondiale : 20 au 26 mars au Palace de Dallas, Texas en première partie de Head Over Heels in Love de Sonnie Hale
  - Première à Los Angeles : 7 au 13 avril au Grauman's Chinese Theatre et au Loew's State en première partie de History Is Made at Night de Frank Borzage
  - Première à New York : 24 août au 21 septembre au Rivoli en première partie de Rue sans issue de William Wyler
  - Ressortie au cinéma : 14 mai 1948.
- Format d'image : Couleur (Technicolor)
- Musique : Leigh Harline[1]
  - Extrait de Twelfth Street Rag (1914) d'Euday L. Bowman
  - Extrait de L'Amour d'Apache tiré de la Danse Apache du ballet Le Papillon (1861) de Jacques Offenbach
  - Extrait de Truckin (1935) de Ted Koehler et Rube Bloom
- Son : Mono
- Durée[1] : 7 min 37 s
- Langue : (en)
- Pays de production :  États-Unis

 Sauf indication contraire, les informations mentionnées dans cette section peuvent être confirmées par la base de données cinématographiques IMDb,  présente dans la section « Liens externes ».